# Thomas E. Kurtz
Thomas Eugene Kurtz (n. 22 februarie 1928, Oak Park, Cook County, Illinois, SUA – d. 12 noiembrie 2024, Lebanon, New Hampshire, SUA) a fost un informatician american și profesor de matematică la Colegiul Dartmouth⁠(d).
Împreună cu colegul său, John G. Kemeny⁠(d), a dezvoltat limbajul de programare BASIC.